# Nedre Laxselet
Nedre Laxselet är en sjö i Arjeplogs kommun i Lappland och ingår i Skellefteälvens huvudavrinningsområde. Sjön har en area på 0,152 kvadratkilometer och ligger 470,1 meter över havet. Sjön avvattnas av vattendraget Laxbäcken.

## Delavrinningsområde
Nedre Laxselet ingår i det delavrinningsområde (732688-161510) som SMHI kallar för Inloppet i Gublijaure. Medelhöjden är 505 meter över havet och ytan är 4,23 kvadratkilometer. Räknas de 4 avrinningsområdena uppströms in blir den ackumulerade arean 36,68 kvadratkilometer. Laxbäcken som avvattnar avrinningsområdet har biflödesordning 2, vilket innebär att vattnet flödar genom totalt 2 vattendrag innan det når havet efter 289 kilometer. Avrinningsområdet består mestadels av skog (78 procent). Avrinningsområdet har 0,15 kvadratkilometer vattenytor vilket ger det en sjöprocent på 3,5 procent.